# Frederick Muhlenberg
Frederick Augustus Conrad Muhlenberg (ur. 1 stycznia 1750 w Trappe, Pensylwania, zm. 4 czerwca 1801 w Lancaster, Pensylwania) – amerykański polityk z Pensylwanii.
W latach 1779–1780 Muhlenberg był delegatem na Kongres Kontynentalny. W 1787 roku został delegatem i przewodniczącym stanowej konwencji w Pensylwanii zwołanej w celu ratyfikacji Konstytucji Stanów Zjednoczonych. W latach 1789–1797 jako przedstawiciel Pensylwanii zasiadał w Izbie Reprezentantów Stanów Zjednoczonych. Dwukrotnie został również wybrany jej spikerem, najpierw podczas pierwszej kadencji Kongresu Stanów Zjednoczonych w latach 1789–1791 i ponownie podczas trzeciej kadencji Kongresu w latach 1793–1795.